# Poronga
Poronga é uma luminária, uma lamparina que os seringueiros usam na cabeça para percorrer as estradas da seringa na floresta amazônica. Feita, geralmente, a partir de latas de óleo, o seu combustível mais frequente é o querosene. 
No trecho abaixo a poronga está bem situada em seu contexto próprio, no mundo da seringa: 
Eu passei um ano e seis meses viúva, no seringal do rio Abunã, cortando seringa sozinha. Eu cortava por dia de oitenta a noventa árvores (...) Saia de madrugada com a espingarda e mais uma poronga. Não tinha medo da mata, a gente se acostuma com os bichos, e os bichos se acostumam com a  gente,  o  seringueiro  é  um  bicho (...) (NASCIMENTO SILVA, 2000, p. 82). (grifo nosso)